# Нуруллаева, Шафига Ибад кызы
Шафига Ибад кызы Нуруллаева (азерб. Şəfiqə İbad qızı Nurullayeva; дата рождения неизвестна, Азербайджанская ССР) — советская азербайджанская работница пищевой промышленности, лауреат государственной премии СССР (1988).

## Биография
Родилась в Азербайджанской ССР.
Трудилась оформительницей готовой продукции Хачмасского консервного комбината. 
Достигла высоких показателей производительности труда при выполнении заданий одиннадцатой (1981—1985) и двенадцатой (1986—1990) пятилеток. На Хачмасском консервном комбинате, одном из старейших предприятий пищевой промышленности республики, выпускались более 30 видов различных консерв, джемов, соков и солений, Нуруллаева же, как опытный оформитель, выполняла производственные операции с высокой точностью и умело работала с оборудованием. Шафига Нуруллаева установила рекорд на предприятии — в 1981—1988 годах, на протяжении 7 лет, ежедневно вырабатывала норму как минимум на 140 процентов.
Постановлением ЦК КПСС и Совета Министров СССР от 7 ноября 1988 года, за большой личный вклад в увеличение производства и переработки продукции растениеводства на основе широкого применения прогрессивных форм организации труда Нуруллаевой Шафиге Ибад кызы присуждена Государственная премия СССР.
Активно участвовала в общественно-политической жизни предприятия, состояла в КПСС, избиралась членом партийного комитета комбината.